# Steve Nicol
Stephen Nicol (Troon, 1961. december 11. –) skót válogatott labdarúgó, edző. 

## Pályafutása

### Klubcsapatban
1979 és 1981 között az Ayr United játékosa volt. 1981-től 1994-ig a Liverpool játékosa volt. Több mint 340 mérkőzésen lépett pályára a vörösök színeiben és négy bajnoki cím mellett három FA-kupát nyert, illetve 1984-ben tagja volt a bajnokcsapatok Európa-kupáját nyerő együttesnek is. 1989-ben az év labdarúgójának választották Angliában. Később szerepelt még a Notts County (1994–96), a Sheffield Wednesday (1996–98), a West Bromwich Albion (1998), a Doncaster Rovers  (1998–99) és a Boston Bulldogs  (1999–01) csapatában. 

### A válogatottban
1984 és 1992 között 27 alkalommal szerepelt a skót válogatottban. Részt vett az 1986-os világbajnokságon, ahol a Dánia, az NSZK és az Uruguay elleni csoportmérkőzésen is a kezdőben kapott helyett.

### Edzőként
1995-ben a Notts County csapatánál kezdte az edzősködést. 1999-ben a New England Revolution együttesénél vállalt munkát, 2000 és 2001 között a Boston Bulldogs csapatát edzette. 2002 és 2011 között a New England Revolution vezetőedzője volt.

## Sikerei, díjai

### Játékosként
Liverpool FC
- Angol bajnok (4): 1983–84, 1985–86, 1987–88, 1989–90
- Angol kupagyőztes (3): 1985–86, 1988–89, 1991–92
- Angol szuperkupagyőztes (1): 1989
- BEK-győztes (1): 1983–84, döntős 1984–85

Egyéni
- Az év labdarúgója (FWA) (1): 1989

### Edzőként
New England Revolution
- US Open Cup győztes (1): 2007
- Észak-amerikai szuperliga (1): 2008